# Казале (футбольний клуб)
Футбольний клуб «Казале» (італ. Associazione Sportiva Casale Calcio) — італійський футбольний клуб з міста Казале-Монферрато в провінції Алессандрія, області П’ємонт на півночі Італії. Виступає у італійській лізі («Серія D»). Клуб заснований в 1909 році.

## Титули та досягнення
- Чемпіон Італії (1): 1914.
- Переможець Серії B (1): 1930.
- Переможець Лега Про (1): 1938.

## Відомі гравці
- Луїджі Барбезіно
- Умберто Калігаріс
- Ріккардо Карапеллезе
- Доменіко Мароккіно
- Еральдо Мондзельйо
- П'єро Оперто
- Сергій Парейко
- Леандро Ремондіні
- Піо Ферраріс